# نزاکت اردن
نزاکت اردن (انگلیسی: Nezaket Erden؛ زادهٔ ۱۶ ژوئن ۱۹۹۰) بازیگر است.